# 拉马什-迪奥雷良
拉马什-迪奥雷良是葡萄牙布拉干萨区的一个堂区。总面积19.39平方公里，总人口394人，人口密度20.3人/平方公里。